# Capella de Sant Simplici
La Capella de Sant Simplici és un edifici religiós del municipi de Santa Eulàlia de Ronçana (Vallès Oriental) inclòs en l'Inventari del Patrimoni Arquitectònic de Catalunya.

## Descripció
Capella de nau única i absis semicircular cobert amb volta de mitja taronja amb dos trams: un de volta rebaixada i un altre d'enteixinat senzill a doble vessant, que es troba actualment en estat ruïnós. A la banda esquerra de la capçalera hi ha un nínxol amb decoracions florals i la data de 1730, probablement dedicat a Sant Jaume apòstol.
La façana té un campanar d'espadanya d'un sol arc, un petit ull de bou, i la porta quadrada amb bossellets i permòdols a l'arquitrau. Al damunt té una petxina de baix relleu com a frontó i la inscripció de 1568. Està adossada a una masia on vivia l'ermità i servia d'escola.

## Història
Tot i que la seva tipologia respon a una capella romànica, no en tenim cap dada documental anterior al segle xvi, en què apareix a les visites pastorals. Durant aquest mateix segle devia haver estat reedificada com ho indica la data del 1568 de la portada, conservant la seva estructura romànica. És possible que part de la decoració interior, que quasi no es conserva, sigui del segle xviii, com ho indica la data del presbiteri de l'any 1727.